# الصمت اتجاه ممنوع (فلم)
الصمت اتجاه ممنوع فيلم مغربي من إنتاج سنة 1973 للمخرج عبد الله المصباحي من بطولة المطرب المغربي عبد الهادي بلخياط، عائشة ساجد، عبد القادر البدوي، محمد الخلفي، إضافة لابنة المخرج إيمان المصباحي، الفيلم تبنى النموذج المصري لأفلام الميلودراما الموسيقية. يعالج الفيلم قضية صراع الاجيال من خلال مأساة شاب يرفض أن يعيش على طريقة أبائه.

## روابط خارجية
- الفيلم على موقع africultures.com